# Bedla
Bedla fou una thikana o jagir de l'antic principat de Mewar. Era en part al nord de Chitor i la formaven 115 pobles. Dins el seu territori hi havia el poble de Nagari, un dels més antics de l'Índia. La capital era Bedla a la riba esquerra del riu Ahar a uns 7 km al nord d'Udaipur (Rajasthan), que el 1901 tenia 1.222 habitants. Els governants, amb títol de rao, eren del clan chahuan dels rajputs. El thakur era el segon noble de Mewar. Reclamaven descendència de Prithwi Raj, el darrer rei hindú de Delhi. El 1857, durant la rebel·lió dels sipais, el maharana Sarup Singh de Mewar va fer portar als europeus de Nimach cap a la ciutat d'Udaipur per la seva seguretat i va encarregar l'expedició a Bakht Singh.

## Llista de raos
- Chandra Bhan ?-1527.[2]
- Sangram Singh 1527-?
- Pratap Singh I
- Ballu Singh
- Ram Chandra I
- Sabal Singh
- Sultan Singh
- Bakht Singh I
- Ram Chandra II
- Pratap Singh II
- Kesri Singh
- Bakht Singh II vers 1857
- Takhat Singh ?-1892 (des de 1887 rao bahadur)
- Karan Singh 1892-1900
- Nahar Singh 1900-?
- Manohar Singh
- Raghunath Singh